# Малая дорога жизни

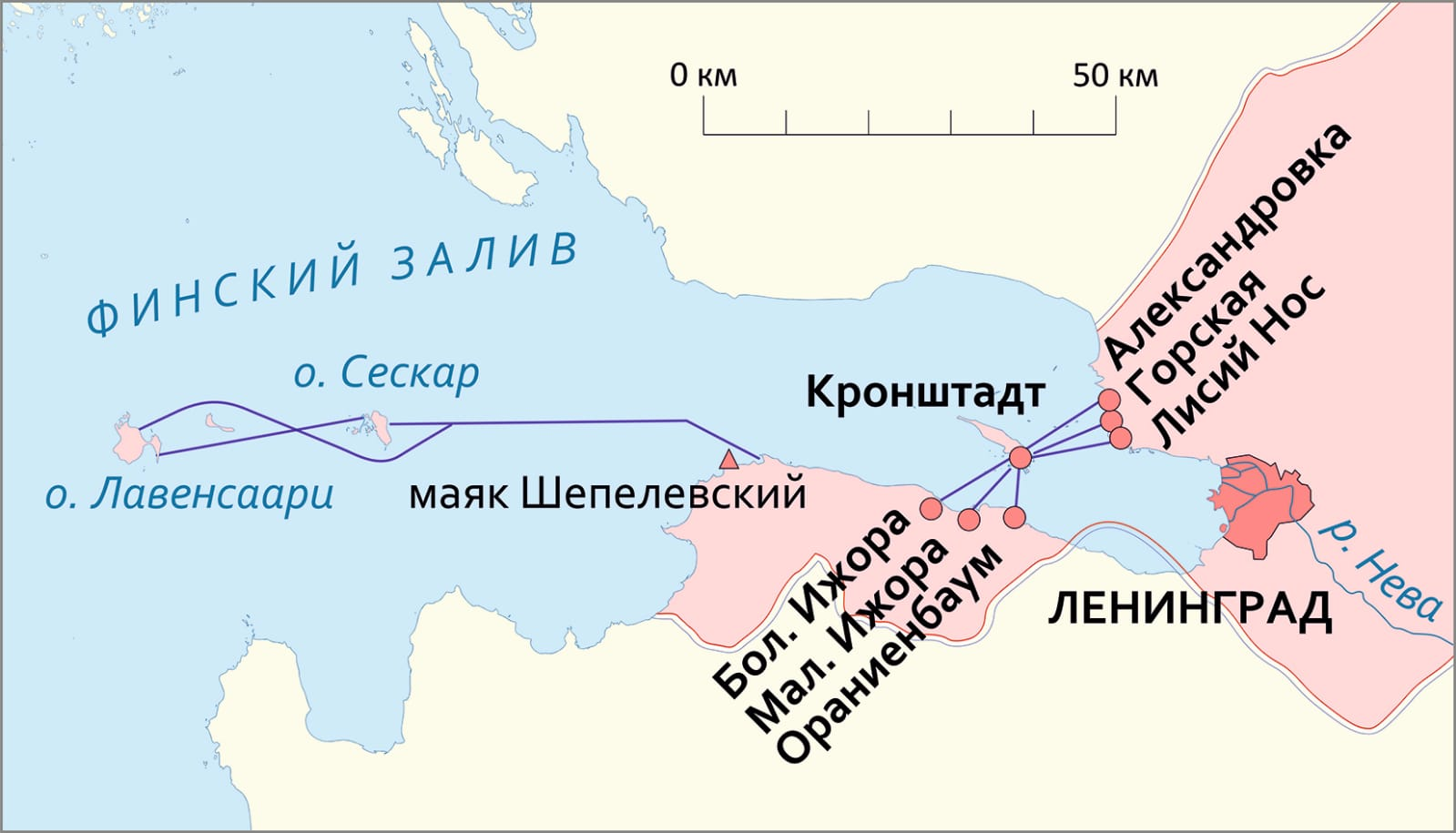
Малая дорога жизни

Малая дорога жизни — общее название сети дорог, действовавших во время Великой Отечественной войны через Финский залив от Лисьего носа или Горской через Кронштадт до Ораниенбаума — как по льду, так и после таянья льда — с 1941 до снятия блокады в 1944 г.
Название «Малая дорога жизни» появилось только после войны, по аналогии с названием ладожской трассы. Во время войны использовались различные формальные наименования — например, «ледовая дорога». Была известна и под неофициальным названием как «дорога мужества».

## История
По приказу командующего Балтфлотом Трибуца от 8 ноября 1941 г. началась разведка трассы. В этом же приказе определены обязанности создаваемых служб для неё. 17 ноября ледовая разведка под руководством Клюева разметила будущую дорогу, а ночью 20/21 ноября этой дорогой прошли первые войска — 4 батальона — из Кронштадта в Лисий Нос и далее в Ленинград. В дальнейшем специально восстановили заброшенную железнодорожную ветку, которая вела к пристани, откуда ранее — до 1928 г. — отправлялись пароходы в Кронштадт.
При прокладке использовался опыт, накопленный в финской войне, когда через залив переправляли не только войска, но и танки. Но это был только эпизод. Теперь же требовалось организовать постоянную непрерывную переправу на несколько направлений. Но первоначально — в ноябре — действовали только 2 направления — в Лисий Нос и Малую Ижору. С декабря стали доступны и острова Сескар и Лавенсаари, а также форты. Отправной точкой ледовой части дороги на острова Сескар и Лавенсаари был Шепелёвский маяк.
Перевозкой грузов, а также эвакуацией и переброской войск зимой занимались работники Автотранспортной колонны г. Кронштадта, летом — все маломерные суда, от военных катеров до рыбацких лодок. Охраной трассы занимались посты ледово-дорожной службы. К работе были привлечены также гидрографы под руководством М. П. Мартьянова, а когда выяснилось, что с прогнозированием они не справляются из-за недостатка знаний по льдам — и гляциологи.
В связи с повсеместным для Ленинграда — а значит, в том числе и для Кронштадта — голодом, многие эвакуированные умирали ещё до прибытия в Лисий Нос или в нём. Их хоронили на Горском кладбище в братской могиле.
В ноябре-декабре 1943 г. по ней проходила переброска войск 2-й ударной армии, которая первой нанесла удар по немцам в январе 1944 г. Задача скрытной переброски войск была успешно решена. В Ораниенбаум каждую ночь приходило по десятку больших кораблей, которые требовалось за ночь разгрузить и вернуть обратно. Также удалось справиться с прожекторами и обстрелами. После снятия блокады с юга 4-8 июня войска были переброшены в обратном направлении — из Ораниенбаума на Горскую.
В июне 1944 г. дорога прекратила своё существование.

## Трасса
После прибытия поезда на Финляндский вокзал груз делился на две неравные части — большая часть развозилась по городу, меньшая — перегружалась на другой поезд, который отправлялся на Сестрорецк по существующей ныне трассе до Лисьего Носа, далее — по развилке на грузовую ветку до причала на Горской (ныне практически не используемую, хотя пока ещё существующую, развилку можно видеть, например, при подъезде к станции Лисий Нос), после чего происходила ещё одна перегрузка — для преодоления залива, в Кронштадт, далее — в Ораниенбаум и к островам Сескар и Лавенсаари по заливу.

## Личности, связанные с Малой дорогой жизни
- Трибуц В. Ф. — командующий Балтийским флотом
- Зима Г. И. — начальник Гидрографического отдела Балтийского флота
- Селезнёв Г. Д. — начальник ледовой службы Морской обсерватории Балтийского флота
- Казанский М. М. — начальник гидрометеорологической службы Балтийского флота
- Клюев Н. П. — гидрограф, начальник Кронштадтского отряда ледово-дорожной службы, проложившего трассу.
- В работах по расчёту трасс и экспериментах на льду принимали участие учёные Иоффе А. Ф., Шулейкин В. В. и другие из недавно созданной экспериментальной группы ЛФТИ. Особенностью этих экспериментов являлось то, что они проводились не в лаборатории, а непосредственно на действующей трассе в естественных условиях. Результаты и выводы сразу поступали непосредственно в Балтийский флот, обслуживавший трассу, для использования в практической деятельности. При этом первые эксперименты начались ещё в октябре — Шулейкин после проведения расчёта ледовых переправ был отправлен на Белое море.
- Координированием натурных экспериментов занималась Ледовая служба Морской обсерватории. На основе её рекомендаций выбиралась скорость движения колонн, одиночных грузов, дистанции между машинами и т. д.
- Зонин А. И.[4]
- Также проводкой кораблей от Кронштадта в Ломоносов занимался первый в мире арктический ледокол — "Ермак"[5]

## Памятники Дороге

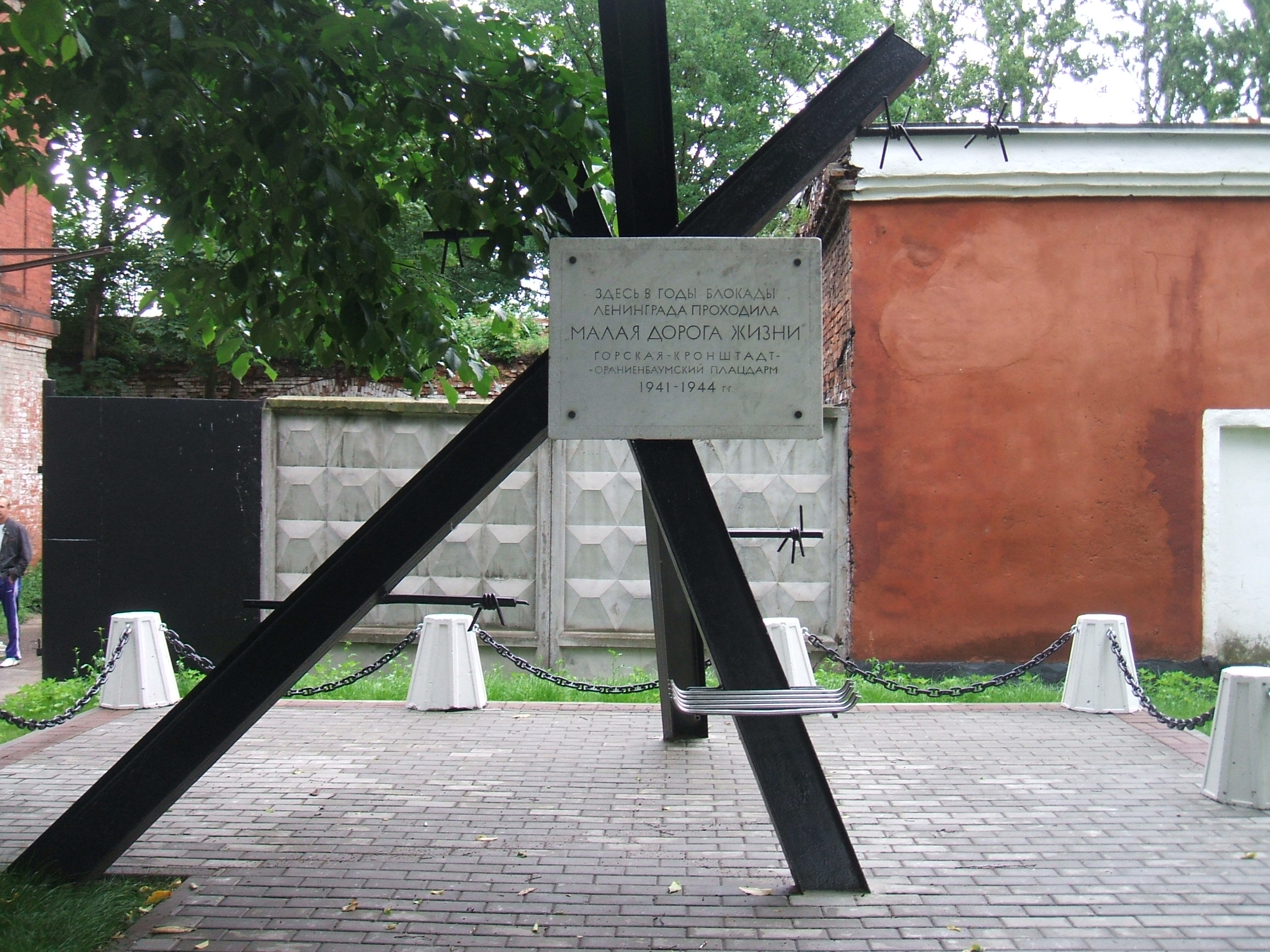
Памятник «Малая Дорога жизни» в Кронштадте

- В Кронштадте на улице Восстания у дома № 5 — Композиция в виде противотанкового «ежа» из металлических тавровых балок с колючей проволокой на бетонном основании. Высота 3 метра. На мраморной доске текст: «Здесь в годы блокады Ленинграда проходила „Малая Дорога жизни“ Горская — Кронштадт — Ораниенбаумский плацдарм. 1941—1944 гг.» Рядом бетонный блок с глубоким следом от покрышек автомашин. Скульптор В. А. Ануфриев, инженер А. С. Побережский. Открыт 26 января 1974 года.
- В Малой Ижоре
- Камень «Непокорённая земля» в Лисьем Носу.
- Монумент «Дорога Мужества» в Лисьем Носу.